# France (Schiff, 1912–1934)
Die France war ein 1912 fertiggestellter Transatlantik-Passagierdampfer der französischen Reederei Compagnie Générale Transatlantique (CGT). Sie war das erste französische Passagierschiff mit einem Rauminhalt von über 20.000 BRT und das einzige mit vier Schornsteinen. Aufgrund ihrer außergewöhnlich prachtvollen Innenausstattung wurde sie von den Passagieren der Route als „Château des Atlantiks“ bezeichnet.

## Planung und Fertigstellung
Die CGT versuchte zu Beginn des 20. Jahrhunderts, Anschluss an die zu dieser Zeit im Transatlantikdienst überaus erfolgreichen britischen Schiffe der Cunard Line und White Star Line sowie der deutschen Schnelldampfer des Norddeutschen Lloyd zu finden. Zwar hatte die CGT bereits selbst einige Schiffe auf dieser Route im Einsatz, doch diese waren zu klein, um mit ihren Konkurrenten Schritt halten zu können. 1909 wurde daher auf der Werft Chantier et Atelier de St. Nazaire der Kiel für einen wesentlich größeren und schnelleren Atlantik-Liner gelegt. Nach der ursprünglichen Planung war für das Schiff der Name Picardie vorgesehen; angesichts des Quantensprungs, den es für die französische Passagierschifffahrt bedeutete, wurde er allerdings dann in France abgeändert.
Da die France durch ihre Größe zwar französische, aber keine internationalen Maßstäbe setzen konnte (zeitgenössische britische und deutsche Schiffe erreichten mehr als den doppelten Rauminhalt), wurde besonderer Wert auf eine hohe Reisegeschwindigkeit und verschwenderisches Interieur gelegt. Mittelpunkt des Schiffs war der über drei Decks reichende Speisesaal der 1. Klasse, der – wie auch andere Räume und Kabinen der France – nach Vorbildern real existierender Räume französischer Barock- und Rokokopaläste angefertigt wurde.
Am 20. April 1912 verließ die France Le Havre zu ihrer Jungfernfahrt nach New York. Da sich erst wenige Tage zuvor das Titanic-Unglück ereignet hatte, waren kurzfristig weitere Rettungsmittel an Bord des Schiffes gebracht worden, um Passagiere und Besatzung zu beruhigen. Die France war damit das erste Schiff dieser Zeit, das als Reaktion auf den Untergang der Titanic für alle Menschen an Bord Plätze in Rettungsbooten bot.

## Einsatz in Frieden und Krieg
Bis zum Ersten Weltkrieg erfüllte die France die in sie gesetzten Erwartungen und etablierte sich als eines der beliebtesten Schiffe auf der Nordatlantikroute zwischen Europa und den Vereinigten Staaten. Nach Kriegsausbruch 1914 wurde sie plangemäß von der französischen Marine zum bewaffneten Hilfskreuzer unter dem Namen France IV umgebaut, doch ihr hoher Kohleverbrauch machte sie für diese Rolle völlig ungeeignet. Infolgedessen als Truppentransporter und ab 1917 als Lazarettschiff eingesetzt, überstand die France den Krieg ohne Schaden. Lediglich eine Kesselexplosion forderte 1918 neun Todesopfer unter der Mannschaft. Nachdem sie bis 1919 amerikanische Soldaten aus Frankreich in die USA zurückgebracht hatte, wurde sie schließlich wieder als Passagierschiff auf der Nordatlantikroute eingesetzt.
Von 1923 bis 1924 wurde sie in St. Nazaire modernisiert (Umstellung von Kohle- auf Ölfeuerung und Neuaufteilung der Kabinen). In den späten 1920er Jahren verlor das Schiff aufgrund größerer Neubauten der CGT an Popularität, und die Weltwirtschaftskrise von 1929 zwang die CGT, das zunehmend unrentabler werdende Schiff neben dem gewöhnlichen Liniendienst auch auf Kreuzfahrten in die Karibik zu schicken. Nach einer Kollision mit einem Frachter vor New York im Jahr 1931 wurde die France schließlich 1932 außer Dienst gestellt. Zunächst waren Planungen für eine erneute Modernisierung aufgestellt worden, doch die prekäre wirtschaftliche Situation der frühen 1930er Jahre ließ das nicht zu. Die France wurde schließlich 1934 an eine Abwrackfirma verkauft und in Dünkirchen abgebrochen.

## Trivia
Die France neigte aus unbekannten Gründen selbst bei völlig ruhiger See zu heftigen Schlingerbewegungen von bis zu 20 Grad Neigung. Immer wieder kamen dabei Menschen zu Schaden und kostbare Ausstattung wurde zerstört.